# Cathédrale Sainte-Marie-de-l'Assomption de Lucciana
La cathédrale Sainte-Marie-de-l’Assomption de Lucciana ou Santa-Maria-Assunta de Lucciana, également nommée église de la Canonica, est une ancienne cathédrale catholique française de Corse. Depuis 2002, elle est le siège de l'évêque titulaire de Mariana. 

## Historique
Dans l’antiquité, Mariana a été une colonie romaine importante, fondée en 93 av. J.-C. par Marius. Le christianisme s’y implante tôt — on trouve un complexe paléochrétien de la fin du IVe siècle — et le diocèse de Mariana est fondé au cours du Ve siècle ; cela en fait l’un des premiers de Corse.
Le diocèse devint suffragant de l’archevêché de Pise en 1092, comme tous les évêchés de Corse. La cathédrale Santa-Maria-Assunta est fondée sur le site dit « de La Canonica » au XIe siècle ; elle est consacrée en 1119 par l’archevêque de Pise,,. L'église aurait été bâtie en l'honneur de la Vierge par Hugues Colonna, à la suite d'une victoire sur les Sarrasins.
L'arrière du maître-autel est reconstruit suivant les canons gothiques.
Le diocèse est rattaché à l’archidiocèse de Gênes en 1130, avec les évêchés d’Accia et du Nebbio. De 1269 à 1570, l’évêque de Mariana s’y replia ; le siège épiscopal est transféré à la pro-cathédrale de Vescovato en 1440.
En 1563, le pape Pie IV fusionne les diocèses de Mariana et d’Accia, puis les supprime entièrement en 1570 au profit du diocèse de Bastia. 
À la Renaissance, la façade est sans doute remaniée.
Lors du concordat de 1801, tous les évêchés de Corse sont fusionnés dans le diocèse d’Ajaccio.
L’église fait l’objet d’un classement au titre des monuments historiques par arrêté du 12 juillet 1886.

## Architecture
Cathédrale d’architecture romane du XIIe siècle, elle est harmonieuse, très bien conservée et rénovée. C’est l’un des plus beaux monuments médiévaux de Corse.[réf. souhaitée] Elle est bâtie selon un plan basilical.
On peut y voir une Sainte Dévote offerte par le prince Rainier III de Monaco en 2003, et un grand Christ en bronze de Marie-Claude Sei Dominici, peintre et sculpteur contemporain originaire de Lucciana.

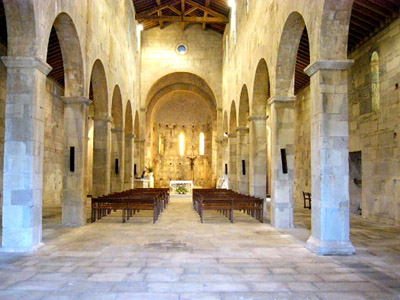
Nef de la cathédrale.
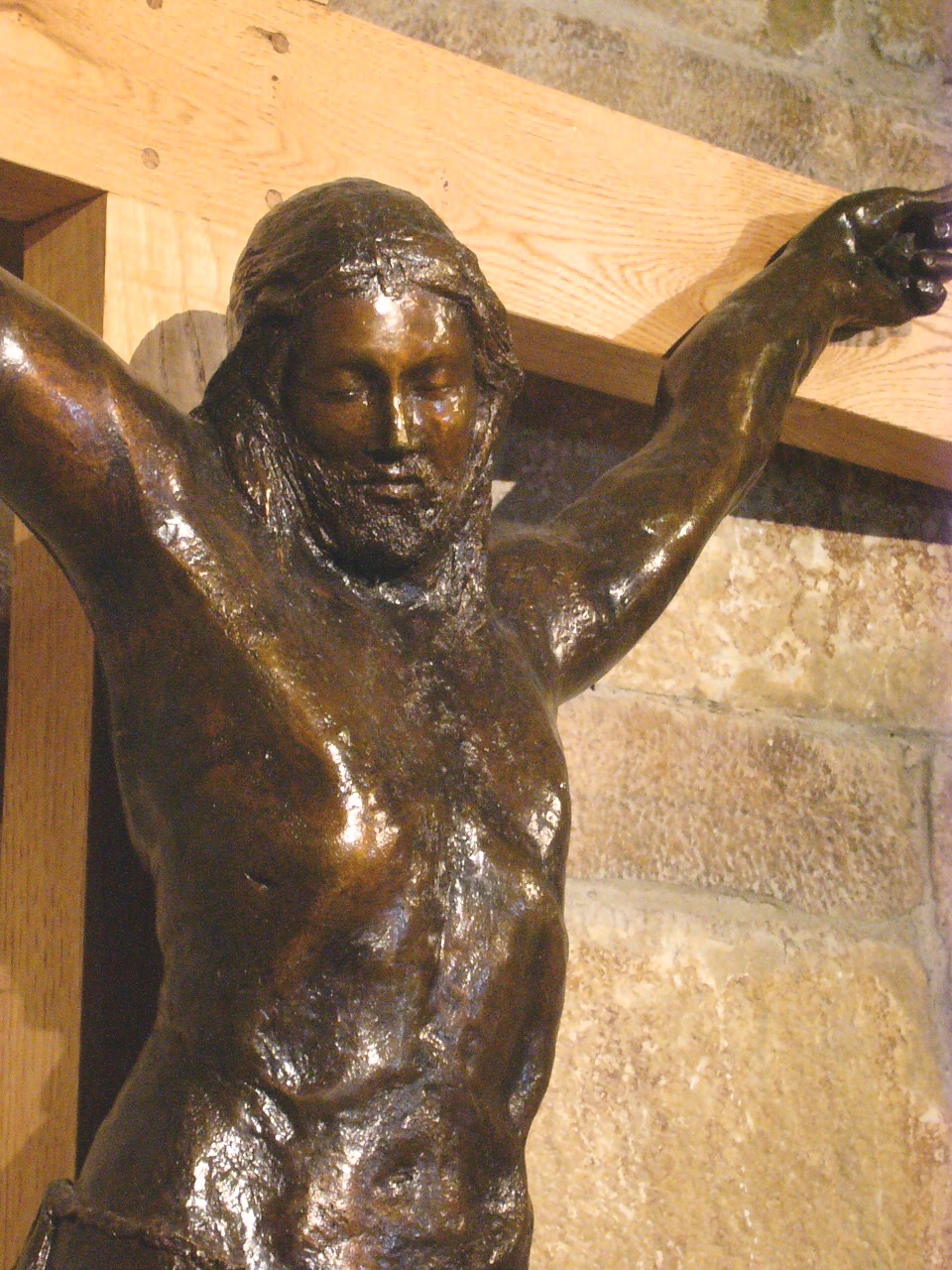
Christ de Marie-Claude Sei Dominici.